# Baskijski kitolov
Prvi komercijalni kitolov obavljali su u 9. stoljeću na poluotoku Cotentin u Normandiji, vjerojatno Vikinzi. Baski su kroz pet stoljeća dominirali kitolovom i pratećom trgovinom, šireći se do dalekih kutova sjevernog Atlantika, pa čak dosežući južni Atlantik. Francuski istraživač Samuel de Champlain, pišući o baskijskom kitolovu u Terranova (Newfoundland i Labrador na području Kanade), opisao ih je "kao najpametnije ljude u ovakvom ribolovu". Do početka 17. stoljeća i ostali narodi su ušli u trgovinu, tražeći Baske kao tutore " jer [oni] su tada bili jedini ljudi koji razumiju kitolov", jadikovao je engleski istraživač Jonas Poole. Nakon što su sami izučili zanat, drugi narodi su usvojili njihove tehnike i uskoro dominirali rastućom industrijom - često uz isključenje svojih bivših instruktora. Baskijski kitolov je doživio vrhunac u kasnom 16. i početkom 17. stoljeća, ali je opao krajem 17. i početkom 18. stoljeća. Do 19. stoljeća bio je na samrti, jer su Atlantski sivi kitovi (Eschrichtius robustus) izumrli, pravi kit je bio gotovo izumro a lukoglavi kit (Balaena mysticetus) je desetkovan.

## Biskajski zaljev

### Počeci
Postoji dokument, mjenica, u kojem se navodi godine 670 isporuka 40 "moyos" (bačava od 250 litara) kitovog ulja proizvedenog u Bajoni opatiji Jumièges, između Le Havrea i Rouena, za njegovu uporabu u rasvjeti. Taj dokument navodi na zaključak da takav iz dalekog samostana dokazuje da je baskijski kitolov morao biti dobro poznat. - Iako je ulje lako moglo doći iz nasukanog kita čije je prerađevine prisvojila crkva

### Osnivanje i ekspanzija
Drugi autor tvrdi da je prvi spomen baskijskog korištenja kitova došao godine 1059., u kojoj godini je donesena mjera koncentriranog kitova mesa na tržnici Bayonne. Do godine 1150. kitolov se proširio do baskijskih pokrajina Španjolske. Te godine kralj Sancho Mudri od Navare (r. 1150. – 1194.) dodjeljuje San Sebastianu određene povlastice. Povelja navodi različite robe za koje se mora plaćti carina za poslove skladištenja i na tom popisu je i "boquinas-Barbas de ballenas" ili "ploče kitove kosti" (usi) drže istaknuto mjesto. Do 1190. kitolova se proširio na Santander. Godine 1203., Alfonso VII od Kastilje dao je Fuenterrabíji iste privilegije koje su dane San Sebastianu. Godine 1204. te povlastice su proširene na Motrico i Guetariju. Slične privilegije je Zarautzu dao Ferdinand III. od Kastilje u kraljevskoj zapovijedi u Burgosu 28. rujna 1237. Ovaj dokument također tvrdi da "u skladu s običajima, kralj treba imati kriška svakog kita, uz kralježnicu,od glave do repa". Kitolov se također proširio na Asturiju (1232.) i na kraju do Galicije (1371.).
Do 49 luke su imale kitolovne objekte uz obalu od Francuske Baskije do rta Finisterre. Glavna meta trgovine je ono što su Francuski Baski nazivom "sarde". To je kasnije nazvano biskajskim pravim kitom (Balaena biscayensis), a sada je poznato kao Sjevernoatlantski pravi kit (Eubalaena glacialis). Lovljen je tijekom migracije iz mjeseca listopad-studeni-veljača-ožujak, uz vrhunac lova vjerojatno u siječnju. Oni su vjerojatno također lovili sive kitove (Eschrichtius robustusa), koji je postojao u sjevernom Atlantiku barem do početka 18. stoljeća Bryant sugerira da ako su sivi kitovi naseljavali priobalne vode kao što to čine i danas u Sjevernom Pacifiku onda su vjerojatno bili meta baskijskih kitolovaca, možda čak i više nego Sjevernoatlantski pravi kitovi - iako je većina suvremenih ilustracija i skeletnih ostataka iz ulova bila od potonje vrste. Oni su možda također povremeno lovili ulješure (Physeter macrocephalus), jer su pronađeni ostaci ove vrste u starim zgradama korištenim za preradu ulja.

### Metode lova
Kitovi su uočavani iz osmatračnica koje su radile puno radno vrijeme (poznate kao vigías) smještene na rtovima ili visoko na planinama s pogledom na luku, što je ograničavalo lovno područje na nekoliko milja oko luke. Ostaci tih vigías je navodno postoje na Talaya Mendi ("planina osmatranja") iznad Zarautza i na "kitovom brdu" u Uliji iznad Donostije, a točka na kojoj je nekada bila smještena Vigia u Biarritzu je sada mjesto svjetionika, Pointe Saint-Martin (est. 1834).
Kad je uočen izljev kita, čuvar bi upozorio ljude paljenjem neke slame, lupanjem u bubanj, zvonjavom zvona ili mahanjem zastavom. Nakon upozorenja, muškarci bi pokrenuli brodice na vesla s plaže, ili, ako je obala bila strma, brodovi su puštani odvezivanjem konopca i puštanjem niz strminu. Kita bi se gađalo dvostrijelnim harpunom(kao što je prikazano na grbu Fuenterrabíje, godine 1297.) prevrnulo i ubilo. Veći brod punktove kojim je upravljalo deset ljudi teglio bi lešinu na obalu, čekajući plimu. Ridati kita se tad stavljalo u kipuću kuće vodu odakle se dobivalo ulje.

### Desetine i porezi
Prema zakonima Olérona kitolovci Biarritza, Saint-Jean-de-Luza, i ostatka Francuske Baskije bili su izuzeti od oporezivanja, iako su dobrovoljno davali kitove jezika crkvi kao dar. To nije bilo tako do kraljeva Engleske, koji su vršili dužnost knezova Guyenne, nisu te optužbe počeli koristiti protiv njih. Godine 1197., budući kralj Ivan od Engleske (r. 1199. – 1216.) dao Vitalu de Bioleu i njegovim nasljednicima i pravnim sljednicima pravo ubiranja poreza od 50 anžujski livreji na prva dva kita preuzeta godišnje u Biarritz, u zamjenu za ribarssku koncesiju u Guernsey. Godine 1257. William Lavielle dao biskup i kapitulu Bajone desetinu od kitova koje su ulovili ljudi iz iste luke. To je plaćano do 1498. Godine 1261., propis opatije Honce proglasio je, kao nastavak tradicije davanja jezika za dar crkvi, desetinu koja će biti plaćena od kitove donesenih u Bajonu. Pod ukazom iz 1324. poznat kao De Praerogativa Regis (Kraljevska povlastica), Edward II. (r. 1307-1327) prikupljeni dužnost na kitove uhvaćeni u britanskim vodama, koji je uključivao francusku baskijski obalu. Njegova nasljednik Edvard III. (r. 1327-1377), nastavio je tu tradiciju prikupljanjem £ 6 poreza za svakog ulovljenog kita dopremljenog u Biarritz. Godine 1338. to je prepušteno Peteru de Puyanneu, admiralu engleske flote stacionirane u Bajoni.
U Lekeitiou, prvi dokument koji spominje kitove u svojim arhivima, s datumom 11. rujna 1381, navodi da će kitova kost nabavljena u toj luci biti podijeljena u tri dijela, s "dva za popravak broda-luke, a treći za popravak crkve. " Dokument iz 1608 ponavlja ovu narudžbu. Slična zapovijed, iz 20. studenog 1474., navodi da polovica vrijednosti svakog kita uhvaćenog kod Guetarije treba dati za popravak crkve i brod-luke. Također je bio običaj u Guetariji dati prvog ulovljenog kita u sezoni kralju, od kojeg je on polovicu vraćao. Donostia-San Sebastián, nastavljajući drevni običaj, davao je kitovu kost na Cofradiji (bratstvu) San Pedru.

### Kulturološki značaj
Trgovina dosegla takvu važnost u baskijskim provincijama u to vrijeme da je nekoliko gradova i sela prikazivalo kitove ili scene kitolova na svojim pečatima i grbovima. Ova praksa je uključivala Bermeo (od 1351), Castro Urdiales (danas se ne smatra dijelom Baskije već Kantabrije), Fuenterrabía (1297.), Guetaria, Lekeitio, Motrico (1507., 1562.), te Ondarroa u Španjolskoj; i Biarritz, Guéthary i Hendaye u Francuskoj. Kitolov je bio dovoljno važan da su izglasavani zakoni godine 1521 i 1530. zabrana stranih (npr. francuskih) kitolovaca s radom izvan španjolske obale, dok se godine 1619. i 1649. strani proizvodi kitolova nisu mogli prodavati na španjolskom tržištu.

### Vrhunac i opadanje
Industrija u Francuskoj Baskiji nikad nije postignula takvu važnost kakvu je imala u španjolskim provincijama. Nekoliko gradova sudjelovalo je i vjerojatno je samo mali broj kitova ulovljen. Od broja sačuvanih dokumenata i pisanih spomena Aguilar (1986.) pretpostavlja da je francusko-baskijski vrhunac kitolova bio u drugoj polovici 13. stoljeća, a potom je opadao. Iako je kitolov kao komercijalna djelatnost je okončan 1567. neki pravi kitovi su lovljeni sve do 1688. Za Španjolsku Baskiji (Biskaja i Gipuskoa) vrhunac je postignut u drugoj polovici 16. stoljeća, no već krajem istog stoljeća bio je u padu. Naknadno povećanje kitolovne aktivnosti čini se da su se pojavile u Kantabriji, Asturiji i Galiciji u prvoj polovici 17. stoljeća. Ovdje su Baski zaposlili sezonske "zemljište tvornice" (kitolovne stanice), posebice u Galiciji - sami Galicijanci nikada nisu bili kitolovci, oni bi samo izgradili ove instalacije, tako da ih mogu iznajmiti na godišnjoj osnovi Baskima Vrhunac je bio kratka vijeka. Do druge polovice 17. stoljeća kitolov u tim područjima bio je općenito padu. Rat za španjolsku baštinu sukcesije (1701. – 1714.) označavao posmrtnu zvoniti za kitolov u Biskajskom zaljevu, uz prestanak trgovinu u cijelosti u Kantabriiji (1720.), Asturiji (1722.), i Galiciji (1720). On se nastavio samo u španjolskoj Baskiji, gdje je jedva preživio.

### Ulov
Ukupan broj pravih kitova koje su ulovili Baski po Biskajskom zaljevu je nepoznat, jer statistike ulova nisu sastavljane do 16. stoljeća. Nepotpune statistike ulova za Lekeitio 1517. – 1662. pokazuju ukupan ulov od 68 kitova, u prosjeku dvije i pol godine. Najviše ih je ulovljeno uhvaćeni 1536. i 1538, kada je šest ulovljeno svake godini. Godine 1543. kitolovcu iz Lekeitioa su ozlijedili kita, ali su ga ulovili ljudi iz Motrica, što je rezultiralo dijeljenjem kita između dva grada. Iste godine su ulovili su ženku s mladuncem. 24. veljače 1546. kit je navodno ubijen ispred otoka Sv. Nikole. Godine 1611. dva mala kita su ubili ljudi iz Lekeitioa i Ondarroe, što je rezultiralo parnicom parnici. Slični zapisi postoje za Zarautz i Guetariju. Pedeset i pet kitovi su ulovili ljudi iz Zarautza u razdoblju između 1637. i 1801., i osamnaest iz Guetarije između 1699. i 1789.
Iako je lov na kitove u Baskiji izvođen kroz sustav zadružnih poduzeća među svim ribarima grada, gdje su samo stražari primali plaću kad nije bilo kitolova. Uz tako niske ekonomske investicije, "dobit od jednog kita bila bi ogromna, jer je njegova vrijednost bila vrlo visoka, u one dane." U takvim okolnostima ulov jednog kita svake dvije ili tri godine za svaku luku mogao je održavati trgovinu živom. Doći do zaključka o broju ulovljenih kitova duž cijele obale u jednoj godini, kako je Aguilar naveo, je teže pitanje. Iako 49 luka je identificirano kao kitolovna naselja, nisu svi sudjelovali u trgovini u isto vrijeme, kao što je poznato da su samo neke luke lovile kitove u kratkom vremenskom razdoblju. Također, ne postoje detalji o poslovanju malih galija koji su lovile kitove u Biskajski zaljevu - osobito prema Galiciji - bez baze na kopnu. Aguilar ukazuje da ukupni godišnji ulov možda nije prekoračio "neke desetke, evenetualno stotinjak kitova.

### Sastav ulova i mogući razlozi propadanja
Unatoč naizgled niskom godišnjem žetvi, dva faktora moraju se uzeti u obzir kada se raspravlja opadanje i kasnije (gotovo) potpuni nestanak pravih kitova u regiji: jedan, sklonost baskijskih kitolovaca ciljanju parova majka-mladunče i dva, eksploatacija vrsta izvan Biskajskog zaljeva .

Baskijski kitolovci većinom su ciljali u svojima napadima na mladunce kitova, s obzirom na to da ih je bilo jednostavno uloviti te, kada su uhvaćeni, prilazila im je majka u pomoć pa je i sama bila ubijena. Kako bi potaknuli takve metode, harpuner i posada koja je ranila mladunca bivala je nagrađivana većim udjelom u dobiti. Od 86 kitova koje su ulovile posade iz Getarija i Lekeitija, do 22% su bili mladunci. Takve metode lova su imale "štetne posljedice" za vrstu. Drugi faktor je možda bio još više poražavajući za prave kitove, s obzirom na to da je broj jedinki te vrste bio nepoznat. Možda je postojala velika populacija duž Sjevernog Atlantika, znači jedinstvena populacija bi bila lovljena u nekoliko područja u isto vrijeme, jer je ova vrsta bila glavni cilj operacije u Novoj Engleskoj, New York Island, Sjeverna Norveška, i drugdje iz ranog 17. stoljeća pa nadalje. Nekoć se mislilo da je ta vrsta bila ujedno i glavna meta (ili najmanje polovina ulova) po južnom Labradoru, ali sada se čini kao da su lukoglavi kitovi (Balaena mysticetus) bili primarni ciljevi. Ako je postojao mali, diskretni broj jedinku u Biskajskom zaljevu, onda je lokalizirani izlov Baska mogao dvoesti do njihovog prekomjernog iskorištavanja i naknadnog (skoro pa) izumiranja. Treća mogućnost, možda najuvjerljivija, bila bi da postoje (ili su postojale) dvije populacije, jedna u zapadnom sjevernom Atlantiku, a druga u istočnom Sjevernom Atlantiku. Takav pogled bi bio u skladu s uglavnom obalnom raspodjelom pravih kitova danas u zapadnom sjevernom Atlantiku. Ipak, ova mogućnost će rezultirati u izlovu, ne samo od pravih kitova u Biskajskom zaljevu, već i na Islandu, sjevernoj Norveškoj i ostatku Europe, koji su možda dovoljno ozbiljno iscrpili preostale jedinke.

### Propadanje
Samo četiri kita su navodno ulovljena u Biskajskom zaljevu u 19. stoljeću, a barem još jedan je udaren, ali izgubljen, a drugi neuspješno tjeran. Prvi je uhvaćen blizu Fuenterrabíje 1805., drugi kod Donostije-San Sebastiana 1854., treći kod Guetarije-Zarautza 1878., a posljednji kod Donostije-San Sebastiana godine 1893. U siječnja 1854. tri kita (rečeno je bilo da se radilo o majci s dva mladunca ) su ušao u zaljev San Sebastiana. Samo jedan od mladunaca je uhvaćen. Kit uhvaćen kod Guetarije-Zarautza je uočen 11. veljače. Nekoliko brodova je poslano iz obiju luka, zajedno s jednim iz Orija. Kita je udario harpun iz Guetarije, ali je linija pripadala Zarautzu. To je rezultiralo parnicom, što je dovelo do osatavljanaj kita u truljenju na obali. Neugodan miris je doveo do njegovog uništavanja. Godine 1844. Pogođen je kit blizu Zarautza, ali, nakon što su vukli za šest sati, uže je prekinuto, a kit se izgubiio s dva harpuna i tri koplja u svom tijelu. Još jedan kit je viđen kod Guetarije u ranim jutarnjim satima 25. srpnja 1850., ali harpuner je promašio svoj trag, a kit je otplivao na sjeverozapad. [5] Dana 14. svibnja 1901, 12 m dugačkog pravog kita ubili su ribari koristeći dinamit izvan grada Orija, što je bio događaj spomenut u narodnoj pjesmi koju je popularizirao suvremeni kantautor Benito Lertxundi. Pravi kitovi su viđeni još samo nekoliko puta na tom području, posljednji put je godine 1977. jednoga uočila posada španjolskog kitolovca hvatač nišanom jedan na oko 43° N i 10°30' W.[hvatač nišanom jedan na oko?]

## Newfoundland i Labrador

### Raniji sporni navodi
U svojoj "Povijesti Bretanje" (1582.), francuski pravnik i povjesničar Bertrand d'Argentré (1519. – 1590.) bio je prvi koji navodi sumnjivu tvrdnju da su Baski, Bretonci i Normani prvi došli u Novi svijet "prije bilo kojih drugih ljudi ". Pravnik iz Bordeauxa Etienne de Cleirac (1647.) je naveo sličnu tvrdnju, navodeći da su Francuski Baski, u ostvarivanju kitolova preko sjevernog Atlantika, otkrili Sjevernu Ameriku stoljeće prije Kolumba. Belgijski cetologist Pierre-Joseph van Beneden (1878., 1892.) ponavlja takve tvrdnje rekavši da su Baski, godine 1372, pronašli broj kitova koji se povećavao približavanjem obali Newfoundlanda.

### Počeci i ekspanzija
Prvi nesporna prisutnost baskijskih kitolovnih ekspedicija u Novom svijetu zabilježena je u drugom kvartalu 16. stoljeća. Čini se da su Francuski Baski, slijedeći trag Bretonskih lovaca na bakalare koji su izvijestili o pronalaskvelikog broja jedinki kitova kitolova u "Terranovi" (Labrador i Newfoundland). Baski su zvali to područje "Grandbaya" (Grand Bay), danas poznat kao tjesnac Belle Isle, koja razdvaja Newfoundland od južnog Labradora. Njihova početne putovanja na to područje bili su mješoviti lov i na bakalar i na kitove. Umjesto da se vrate kući s kitovim uljem, oni su donijeli meso kitova u salamuri. Francuski baskijski brod La Catherine D'Urtubie napravio prvi poznato putovanje vezano za kitove proizvode godine 1530, kada se navodno vratio s 4500 osušenih bakalara, kao i dvanaest bačava kitova mesa "bez peraja ili repa" (izraz za kitovo meso u slanoj vodi). Nakon razdoblja razvoja, ekspedicije su čisto slane s ciljem dobivanja kitova ulja. Prvi objekti za preradu kitova ulja u južnom Labradoru mogli su biti izgrađeni u kasnim 1530-tim, iako dokumenti potvrđuju tek 1548.
Oko 1540-tih, kada su španjolski Baski počeo slati kitolovne ekspedicije u Terranovu, pothvati više nisu bili eksperimentalni, nego su imali "veliki financijski uspjeh od početaka." Do kraja desetljeća su isporučivali velike terete s kitovim uljem u Bristol, London i Flandriju. Postojalo je veliko tržište za "lumeru", kako je nazivana rasvjeta na kitovo ulje. "Sain" ili "Grasa de Ballena" također se koristila ( miješanjem s katranom i kučinom) za brtvljenje brodova, kao i u tekstilnoj industriji. Ambroise Paré (1510. – 1590.), koji je posjetio Bajonu kada je kralj Karlo IX. (r. 1560-1574) je bio tamo u 1564, rekao je da je koristio usi za izradu "okvira za široke suknje u žena, steznike za žene, drške za noževe, i mnoge druge stvari".
Većina dokumenata koji se bave kitolovom u Terranovi odnose na godine 1548. – 1588., s najvećom količina koja se bavi luci Red Bay ili "Less Buttes" - oba imena vezana za crvene granitne stijene u regiji. Izvori navode piratstva tijekom 1550-tih, gubitak broda godine 1565. katastrofalno zimovanje 1576. – 1577., a na Badnjak 1584, oporuka koju je pisao umiruć Bask, Joanes de Echaniz bila je prva poznata kanadska oporuka. Posljednji prezimljavanje u Red Bay bilo je 1603. godine Tijekom svojeg odmora na obali, kitolovci su razvijali odnose s američkim Indijancima koje su dovele do uspostave specifičnog jezika sastavljenog od američkih domaćih i baskijskih elemenata.

### Brodolomi
Godine 1978. pronađena je olupina broda u Red Bayu. Za nju se vjeruje da je španjolsko-baskijski galijun San Juan, s tri jarbola, 27,1 m dug, 250-300 tona nosivosti koji je izgubljen godine 1565. San Juan, noseći teret od gotovo 1.000 bačava kitova ulja, bio je uništen u jesenskoj oluji. On je prvo udario krmom prvi put na sjevernoj strani otoka Saddle, pogodivši podnicu nekoliko puta i razbivši svoju kobilicu prije potonuća 30 metara od obale. Njegov kapetan, Joanes de Portu, i posada su uspjeli spasiti jedra, snast, neke odredbe, te oko pola kitova ulja. Posada se uspjela spasiti na čamcima i odvezena je drugim brodom natrag u Španjolsku. Sljedeće godine de Portu je spasio veći dio olupine prije nego što je konačno potonula. Još tri olupine su pronađene u Red Bay, posljednja godine 2004. Odlomci spaljenog trupa drugog broda, pronađeni su godine 1983., snažno sugerirajući da je brod potonuo zbog požara.

### Metode lova, kultura i arheologija
Dvije vrste kitova se lovilo u južnom Labradoru, Sjevernoatlantskog pravog kita i lukoglavog kita. Prvi se se lovio tijekom "rane" sezone u ljetnim mjesecima, dok se potonji lovio od jeseni do rane zime (listopad-siječanj). DNK analiza starih kostiju nakon sveobuhvatne istrage baskijskih kitolovnih luka od 16. do 17. stoljeća u tjesnacu Belle Isle i zaljevu St. Lawrence otkrila je da pravi kit bio manje od 1% ulovljenih kitova. Tijekom vrhunca kitolova naTerranovi (1560te -1580te) španjolski Baski koriste dobro naoružane galije u od 600-700 tona, dok su francuski Baski obično koristili manja plovila. Baskijski brod od 450 tona s 100 ili više ljudi zahtijevao je 75 tisuća litara sidre i vina te 300-400 kvintala brodskog biskvita, kao i druge suhe hrane. Po Labradoru su ljudi uglavnom životarili na lokalno ulovljenom bakalaru i losos, kao i povremenom karibuu ili divljim patka. Ova dijeta bila je dopunjena sa suhim graškom, grahom, slanutkom, maslinovim ulje, gorušicom i slaninu. Prije odlaska u Terranovu negdje u mjesecima svibnju ili lipnju, svećenik je otišao na plovila da ih blagoslovi i odsluži im posebnu misu za uspjeh ekspedicije. Jedrenje preko olujnog sjevernog Atlantika mora da je bilo vrlo neugodno iskustvo za posade do 130 muškaraca i dječaka, dok su spavali na tvrdoj palubi ili prljavim, gamadi izloženim slamaricama. Na pola puta do tamo miris smeća bi bio nepodnošljiv. </ref name="francis-1990"> Nakon putovanja od dva mjeseca brodovi bi se usidrili u jednoj od dvanaest luka na južnoj obali Labradora i istočnog Quebec. Pronađeni su arheološki dokazi za deset ovih luka - Middle Bay i Blanc-Sablon u Quebecu, te Schooner Cove, West St. Modeste, East St. Modeste, Carrol Cove, Red Bay, Chateau Bay, Pleasure Harbour i Cape Charles u Južnom Labradoru. Nakon što je led nestao brodovi su ušli u luke gdje su bačvaari otišli na obalu i podigli svoje stanove i radionice, dok je većina posade živjela na brodu. Dječaci su također slani na kopnu sjeći drva i pripremati jela.
U ovim uvalama ljudi su izgradili privremene kitolovne stanice za preradu kitove ridati u ulju. Gradili su radionice u blizini obale okrenute prema luci. Oni se sastojala od do sedam ili osam ložište obično izrađenim od lokalnog granita - ali uz primjesu uvezenog pješčenjaka ili vapnenca kao balastne stijene - potpomognuti teškim kamenim zidom i zajedničkim bočnim zidovima. Više ložišta je izgrađene nego što su ih koristili odjednom, jer je lokalna granit brzo propada o nakon izlaganja vatri od drva. Čini se da kad je ložište jednom izgubilo svoju korisnost, ljudi su samo premjestili lonac na "rezervno" ložište za nastavak prerade ulja. Iza glavnog zida bile su drvene platforme, gdje bi ljudi prelijevali ulje iz lonaca u posude ispunjene hladnom vodom za hlađenje i pročišćavanje ulja. Temelji radionica bili su ožbukani s lokalnom ili uvoznom finom glinom i zaklonjeni krovom od crvenih keramičkih pločica koje su podupirali jako-uokvireni drvenii stupovi ukopani u zemlju. </ref name="tuck-1990">

Na maloj terasi s pogledom na mjesto ispitivanja nalazila se značajna zgrada s krovom od crijepa i vrčevima. Dok je bačvar živio udobno u ovoj strukturi ostali članovi posade koristili su manje strukture uokvirene drvom i presvučen tkaninom i usi kao spavaonice. Deseci tih stanova su pronađeni među temeljima izdancima na Saddle Island. Deseci tih nastambi su izgrađene u malim nišama u stijeni koja je štitila ljude od vjetra.
Godine 1982, arheolozi su pronašli groblje kitova na krajnjem istočnom dijelu otoka Saddle. Četiri naknadne ljetna iskapanja otkrila su ostatke više od 60 grobova, u kojima je bilo više od 140 osoba, sve odrasli muškarci od ranih 20-tih do ranih 40-tih, s izuzetkom dva dvanaestodišnjaka. Jedan pokop je sadržavao ostatke vunene košulju i par dokoljenki- od kojih su potonje bile obojane s luđi a poslije s indigom. Dokoljenke su bile jako jer je njihovima vlasnici moralo biti toplo i ugodno u obalnom okolišu tundre gdje su morali živjeti i raditi a gdje je najviša temperatura (postignuta u kolovozu) bila samo 10 °C. Još jedan kostim, pronađen izvan groblja, sastojao se od "bijele pletene vunene kape, unutarnje i vanjske košulja košulje ili jakne izrađene od bijele vune sa svijetlo smeđim kariranim uzorkom, tamno smeđim hlačama, prilagođenioma čarapama i kožnim cipelama. " Za razliku od ostalih par hlače, ove su bile nabrane u struku a ostale otvorena i vrećaste na koljenima.
Najmanje šesnaest stanica je pronađeno u Red Bayu, osam na sjevernoj strani 3000 metara dugog Saddle Island na ulazu u uvalu; sedam na kopnu; i jedna na malenom otoku Penney u zaljevu. Tijekom vrhunca trgovine gotovo 1000 ljudi mogu se moglo naći kako rade u i oko Red Baya, dok je čak jedanaest brodova boravilo u ovoj luci samo godine 1575. </ref name="barkham-1994"> Izgrađene su tri vigías na Saddle Island, jedna na zapadnoj strani otoka u blizini ili na osadašnjem mjestu gdje je svjetionik, druga na istočnoj strani na vrhu brda iznad 30 m uzvisine, a treća na istočnoj obali. Tu je bio i jedan stavljen i na 10 m visokom brdu, na manjem Twin Islandu na istoku.
Kad je 8 m dugačak kit bio uočen, poslani su chalupas  (chaloupes na francuskom, a kasnije shallops na engleskom jeziku), svaka s kormilarom, pet veslača, te harpunerom. Kita bi se pogodilo harpunom i bio je prisiljen vući čamacšto ga he umaralo. Nakon što ga se iscrpilo, kit je pogođen kopljem i ubijen. Ako je pao mrak posadi prije nego što su se vratili, oni na kopnu bi im zapalili signalnu vatre. Kitove bi donijeli zajedno na pristanište ili mjesto za rezanje. Kad je brod napunio teretom, bilo u pravom kitova sezone, ili, češće tijekom kasnijeg sezone lova na lukoglave kitove, mnogi od veći brodovi plovili do Pasajes kako bi izbacili svoj teret; oni su također opremljeni iz iste luke. Pasajes su preferirali i francuski i španjolski Baski zbog ulaza duboke vode i odličnog zaklona od Biskajskih oluja.

### Vrhunac i opadanje
Intenzivno doba kitolova počelo je kada je uspostavljen mir nakon braka Valois (1572). Prosječno petnaestak brodova bilo bi poslano za Terranovu svake godine, s dvadesetak slanih tijekom vrhunca godine. Aguilar (1986), pozivajući se na broj i španjolskih i francuskih baskijskih brodova, navodi da se broj od dvadeset do trideset galija što se čini prilično točnima . Thomas Cano (1611.), rekao je da je više od 200 brodova poslani su Terranova, iako je to očito pretjerivanje.
Brodovi iz samoga Red Bay slali su 6000-9000 bačava ulja u Europu svake godine tijekom vrhunca iskorištavanja, dok je daljnjih 8000 ili 9000 bačava preoizvedeno u St. Modeste, Chateau Bay i drugim lukama. Svaki brod prosječno je nosio 1000 bačava po sezoni, teret koji je konkurirao španjolskim galijama koje su donosile blago s Kariba čiste novčane vrijednosti. Dakle, u prosjeku, najmanje 15.000 barela ulja bi se proizvelo svake godine, što bi uključivalo ulov od najmanje 300 kitova, ili dvadeset po brodu.
Do 1580-tih kitolov je bio u padu, jer su se brodovi vraćali u luke poluprazni. Ovo desetljeće se također poklopilo s razdobljem kada je kralj trebao baskijsko-španjolski brodove za svoje armade. Na trgovinu se posebno utjecalo godine 1586., 1587. i 1588. kada su baskijsko-španjolski brodovi i mornari bili zatočeni u pripremi za armada protiv Engleske 1588. godine. Takva politika je potkopavala španjolsko-baskijski kitolov 1590-tih i početkom 1600.-tih. Iako se broj kitova mogao povećati u 1590.-tima i početkom 1600.-tih sa smanjenjem španjolske baskijske flote, izgleda da su francuski Baski mogli iskoristiti zatišje svojih kolega u sjeveroistočnoj Španjolskoj. U travnju 1602., sam Saint-Jean-de-Luz poslao je sedam kitolovnih u Terranovu. Drugi čimbenici, poput napada neprijateljski nastrojenih Inuita (koji su, prema zapisima, rezultirali poginulima u najmanje tri instance između 1575. i 1618.), gusarskih napada engleskih i nizozemskih brodova i otvaranja ribarstva na Spitsbergenu, su također mogli imati ulogu u opadanju.
Do 1632. bilo im je sigurnije loviti kitove van područja "Côte-Nord", kao što su Mingan i Escoumins pa čak i daleko na jug poput Tadoussac na ušću rijeke Saguenay. Unatoč tome, baskijsko-španjolske ekspedicije su i dalje slane na Labrador, s dokumentiranim putovanjima 1622., 1624. – 27., 1629. – 30., 1632., i kasnije. Do 168. sama luka Pasajes je slala dvanaest galija kitolovaca na Terranovu. Kraj je došao godine 1697., kada su Baski (navodno samo španjolski Baski) bili spriječeni u slanju kitolovnih ekspedicija u Terranovu, a ugovorom iz Utrechta (1713.) su na kraju protjerali iz zaljeva St. Lawrence. Kasnije Francuski Baski i dalje slali kitolovne ekspedicije u Terranovu, često iz baze u tvrđavi Louisbourg na Cape Bretonu.

## Brazil i Island

### Brazil i razni europski pothvati
Već u 14. stoljeću baskijski su kitolovci možda činili "sezonske izlete" u južnu Irsku i La Manche - gdje su nesumnjivo ciljali prave kitove. Ove regije su postale posebno im poznate u 16. stoljeću. Do prvog desetljeća baskijski kitolovci su u 17. stoljeću došli do Brazila, iako ne na vlastitu inicijativu, ali da je od kolonijalne vlasti. Uz uvoz kitova ulja iz Baskije i to da Cape Verde nije ispunjavao nadiruće zahtjeve kolonijalne industrije šećera, oni su vidjeli rješenje u grbavcima (Megaptera novaeangliae) i južnim pravim kitovima (Eubalaena australis) koji su obitavali u obalnim vodama. Kako im je nedostajalo tehničko znanje o lovu, tražili su pomoć u inozemstvu. Godine 1602., dva baskijska kitolovca u pratnji Dioga Botelha, novoimenovanog guvernera Brazila, u kolonijalnoj prijestolnici Bahia de Todos os Santos. Njihove su posade uvele komercijalni kitolov u kolonijalni Brazil. Svake godine gotovo desetljeće baskijski brodovi su plovili iz Biskaje u Brazil, gdje su proizvodenim uljem opskrbljivali mlinove šećera (engenhos) s pouzdanim izvorom goriva za noćna brušenja, kao i ulje za podmazivanje strojeva i brtvljenje brodova. To je završio 1610., kada je jedan od baskijskih kapetana pokušao prokrijumčariti brazilsko drvo iz zemlje. On je otkriven i zatvoren - kao i njegovi ljudi. Iste godine kruna je proglasila kitolov kraljevskima monopolom.

### Island
Jedan autor, ponavljajući se cesto upućivane zahtjeva, tvrdi da je dvadeset baskijskih brodolovac kitolovaca viđeno uz zapadni rt Islanda Grunderfjord (Grundarfjordur) godine 1412. Ova tvrdnja je otkrivena kao lažna. Islandski povjesničar Trausti Einarsson (1987.) je otkrio da je to bio spomen dvadesetak stranih brodova ribolovaca kod Islandu, jer su Englezi i ostali narodi lovili bakalar tamo početkom 15. stoljeća.
Prvi spomen baskijskog kitolova na Islandu potječe iz ranog 17. stoljeća. Dva islandska anala tvrde da su baskijski kitolovci su bili aktivni oko Westfjords (sjeverozapadni poluotok Islanda) godine 1610. Treći anal govori da su tri baskijska broda kitolovca lovila oko Strandira 1608. godine, dok drugi izvor kaže da je španjolsko-baskijski brod kitolovac lovio oko Strandir godine 1613. - što bi bilo u skladu s prikazom na karti s početka 18. stoljeća koja kaže: "Anno 1613 De Biscayers beseylt." Brod je bio usmjeren na odgovarajuću luku u Steingrímsfjörðer. U ovoj je luci brod je vjerojatno obrađivao svoj ulov od sedamnaest kitova - vjerojatno sjevernoatlantskih pravih kitova

### Kratkotrajni prosperitet i naknadno napuštanje
Vjerojatno je izvrsna vuča ovog brod, kao i engleska zabrana lova baskijskim brodovima na Spitsbergenu iste godine (vidi dolje), rezultirala s 26 baskijskih brodova poslanim na Island godine 1614. Samo desetak ih je doseglo Island, jer je ostatak bio raspršen ili su ih opljačkali Englezi. Većina španjolskih baskijskih brodova provela je ljeto u Steingrímsfjörðer, a neki od francuskih baskijskih brodova su se smjestili na sjever. Godine 1615. izviješće spominje šesnaest brodova. Samo četiri ih je ostalo ljeti loviti kitove iz Reykjafjörðura u Strandiru, nakon što je ostatak otišao za Rusiju. U rujnu, tri od tih brodova (pod zapovijedništvom Martinusa de Billafrance, Pedra de Aguirrea i Stephana de Tellarije), dok su se pripremali za odlazak, potonuli su u kombinaciji iznenadne oluje i zanošenja leda s obala Reykjafjörðura. Od 82 kitolovaca koji su došli na obalu, trinaest je poginulo prilikom noćenja na sezonskoj ribolovnoj postaji. Još osamnaest ih je ubijeno na Ísafjarðardjúp u pohodu lokalnog šerifa, Arija Magnussona, kako bi zaštitili život stanovnika. Nikakvi strani kitolovci se ne spominju kod obala Islanda gotovo desetljeće nakon pokolja.

Baskijski kitolov na Islandu nastavio se najmanje do ranog 18. stoljeća, ali u drugoj polovici 17. stoljeća islandski anali više spominju francuske i nizozemske kitolovce nego Španjolske Baske. Godina 1675. – 76., 1680., 1683. jedna ili više brodova iz francuskih baskijskih luka Saint-Jean-de-Luz i Ciboure lovili su kitove s Islanda. Oni su dosezali do Islanda u drugom dijelu sezone, nakon što bi završio kitolov dalje od istočne obale Grenlanda. Posljednji spomen kitolovaca potječe iz 1712., kad su španjolski baskijski brodovi pokušali trgovati u Grundarfjörðuru, ali su ih zaustavlili predstavnici zakona. Strani kitolovci se spominju samo sporadično u analima iz ostatka stoljeća.

Tijekom stoljeća i pol baskijskog kitolova, nastao je pidžin za kojeg je poznato da je bio u uporabi u Islandu za komunikaciju između baskijskih kitolovaca i drugih trgovaca iz različitih naroda sjevernog Atlantika.

## Spitsbergen i Sjeverna Norveška

### Spitsbergen i protjerivanje
U sjeveroistočnom sjevernom Atlantiku Baski su bili svjedoci gubitka njihovog skoro pa monopola na trgovinu s početkom u ranom 17. stoljeću. Njihovi ljudi su regrutirani za engleske (1611.), nizozemske (1613.), sjevernofrancuske (1613.), i danske (1617.) kitolovne ekspedicije na Spitsbergen, gdje su lovili grenlandskog kita (Balaena mysticetus. Prvog je ulovio 12. lipnja 1611. (po starom kalendaru) jedan od šest baskijskih kitolovaca regrutiranih iz grada Saint-Jean-de-Luz. Kad su trgovci iz San Sebastiana saznali za ova nova kitolovna područja bili su željni proširiti svoje poslovanje na tom dalekom kutu Arktika. Sljedeće godine, 1612, oni šalju jedan brod pod zapovjedništvom Juana de Erausa i s kormilarom Englezom Nicholasom0 Woodcockom, bivšim djelatnikom Moskovske kompanije iz Londona koji je već dva puta utovao na Spitsbergen (1610. – 1611.). Kada su došli do Spitsbergena otkrili su takvo obilje kitova", koje pokrivalo more na duljini od šezdeset liga ." Englez Thomas Edge, vlasnik broda "Sea Horse" (180 tona), jednog od dva broda koje je poslala moskovska kompanija na Spitsbergen, razgovarao je s Woodcockom, dok je istraživao obalu u malom čamcu, navodeći da je baskijski brod "napravio puno putovanje u elenu luku ", ili Grønfjorden, na južnoj strani Isfjorden. Po povratku Woodcock je proveo šesnaest mjeseci u stražarnici i toranj zbog vođenja stranog broda u "englesko područje". Ekspedicija se vratila u Španjolsku ", s takvim [] zapanjujućim izvješćima o ribarskom bogatstvu" da je potkralj Navare, Don Alonso de Idiáquez, Conde de Aramayona osigurao im patent. Njegovo izvješće dovelo je druge da šalju flotu kitolovaca na Spitsbergen 1613., uključujući luke iz Nizozemske sjeverne Francuske, i Baskije. San Sebastian je poslao desetak brodova (jedan od njih bio je brod kojim je Woodcock pilotirao prethodne godine), dok je Saint-Jean-de-Luz poslao tri ili četiri.
Samo jednom od brodova iz Saint-Jean-de-Luza Moskovsko Društvo je dopustilo ribariti u Spitsbergenu, dok su svi ostali otišli pokušavši slomiti njihov monopol. Jedan od brodova iz Saint-Jean-de-Luz, Grace-de-Dieu (700-800 tona), pod Mignetom de Haristiguyom, uplovio je u "Schoonhoven" (moderni Recherchefjorden), Bellsund 16. lipnja (OS), gdje su pronašli Nizozemca Willema Cornelisza van Muydena. Nizozemski kartograf Hessel Gerritsz (1613.) kaže da su se dogovorili ribariti zajedno, i otjerati sve druge brodove koji su dolazili u njihovu luku, kakok su kasnije učinili malom brodu iz Saint-Jean-de-Luza. Njih su otkrili Englezi 11. srpnja (OS). Van Muyden je pritvoren; dok je veliki brod Saint-Jean-de-Luz pristao dati pola prerađenog ulja Englezima. Manje plovilo iz Saint-Jean-de-Luza Van Muyden je prethodno zabranio loviti Van Muyden također se složilo datio dio ulja Englezima. Drugi mali jedrenjak iz Saint-Jean-de-Luz je poslan iza otoka Eders otok u zaljev Zaandam (Van Keulenfjorden).
Brodovi iz San Sebastiana odsjedali su u nekoliko uvala na zapadnoj obali. Prvog su pronašli Englezi u Grønfjorden 9. lipnja (OS). Četiri su pronađena u "Boules Bayu" (Goeshaven), Hornsund 13. lipnja (OS), a drugi u Isfjordenu 19. lipnja (OS). Sve u svemu, engleski brodovi su zatekli najmanje sedam brodova iz San Sebastiana, zapljenivši njihovu us i ulje te oduzevši im opremu prije slanja kući. Preostalih pet, u nemogućnosti obrane protiv takvih zadiranja, navodno su napustili Spitsbergen shvativši da će ih snaći ista sudbina ako ih otkrije engleska flote. Trgovci iz San Sebastiana procijenili su ukupni gubitak na više od 200.000 dukata, prijeteći da će oduzeti imovinu engleskim trgovcima koji su živjeli u San Sebastianu. Bojeći se ne samo za svoju robu, već i i za svoje živote mnogi od engleskih trgovaca pobjegali u Bilbao, dok se drugi "nisu usudili izlaziti iz iz svojih kuća da ne bi bili ubijeni." Formalni prosvjedi su podneseni i održani su diplomatski pregovori, ali nikad ništa se iz njih nije izrodilo. Španjolski veleposlanik u Engleskoj, Diego de Sarmiento Acuña Conde de Gondomar, razgovarao je s kraljem Jakovom I. o tome, ali nikada nije bio u mogućnosti primiti zadovoljštinu. Aguilar (1986), pozivajući se na dva sekundarna izvora (Fernandez Đuro 1881;. Ciriquiain 1979) i jedan primarni izvor (Colección Vargas Ponce, Museo Naval (Madrid), 1613), navodi da je španjolski baskijski kitolova dosegnuo "najsjeverniju" obalu Grenlanda oko 1613. S obzirom na to da je to nemoguće (najsjevernija obali Grenlanda je nedostupna zbog leda) i da se ime Grenland često primjenjivao na Spitsbergen, čini se vjerojatnim da se ti izvori odnose na plovila poslana na Spitsbergen iste godine.
Godine 1614. baskijski brod je vidio engleski brod u blizini Magdalenefjordena, a godine 1615. trgovac iz San Sebastiana je poslao dva broda iz Bordeauxa, "L 'Estinotte" i "Le Pellecan" pod zapovijedništvom Jeana de Lassoa i Jeana de Gramonta, na Spitsbergen, ali su ih im Nizozemci naredili vraćanje.
Godine 1623. Danac Johan Braem, u suradnji s Joanisom de Haraneder iz Saint-Jean-de-Luz i Miguelom de Larraldeom od Cibourea, poslao dva broda, La Joana i La Maria, na Spitsbergen. Oni su otplovili na Fairhaven i počeli uzimati kitolovnu opremu iz danskih koliba na Smeerenburgu, glavnom nizozemskom kitolovnom kompleksu na otoku Amsterdam, na sjeverozapadnoj obali Spitsbergena. Oni su otkrili nizozemskog zapovjednika Cornelisa Ya, i naređenim je povratak pod prijetnjom nasiljem. Godine1625., Braem je ponovno ovlastio dva baskijska broda i poslao ih na Spitsbergen. Nekoliko nizozemskih brodova kod Smeerenburga te sezona nevoljko im je dopustio neka ostanu. Kako su danske kolibe bile srušene a njezini brodovi i ostala oprema ukradena od strane Nizozemaca i Engleza prethodne sezone, baskijski brodovi su čekali Nizozemce da napuste u kolovozu, te su koristili njihovu stanicu i opremu.
Godine 1632., Braem je ovlastio četiri broda, uključujući dva iz Saint-Jean-de-Luza - Ste Marie, pod Joannisom de Segaroiom i Le Pigeon Blanc ("bijeli golub"), pod Peterom Piasionom (ili Balconom). Dva broda su plovila do novoizgrađene danske postaje na "Københavens Bay" (današnji Kobbefjorden, na zapadnoj obali Danskøye). Oba je admiral nizozemske kitolovne flote, JJ Duynkercker, poslao natrag. Oni su doplovili na sjeverni rt, gdje su čekala nizozemske flote kod Jan Mayena kako bi odjedrili kući krajem kolovoza. Doplovili su do jedne od dviju nizozemskih stanica i opljačkali ih, razbivši skladišta i kolibe, uništivši pribor te ukravši 600 bačava ulja te oko 80 tona usi. Uz potpuno natovarene brodove otplovili su natrag u Francusku, prodavši svoj plijen u Rouenu i drugdje za lijep profit.
Ne mogavši dobiti uporište u Spitsbergenu, Baski su se odvažili na more. Čak i ovdje su se susreli s problemima. U srpnju 1637, Fleur, iz Ciboure kojim je zapovijedao Dominique Daguerre, koji je lovio između 73 ° i 76 ° N, napravio pogrešku i odlutao daleko na sjever kao 78 ° N, gdje je naišao na danskom ratnom fregatom De To Løver ("Dva lava"), pod Corfitsom Ulfeldtom. Ulfeldt, koji je poslan na Spitsbergen zaštititi danske interese, dovelo je Daguerrea do Kobbefjorden, gdje je zaplijenjeno 400 barela ridati i 100 kvintala kitove kosti.

### Sjeverna Norveška
U Finnmarku (Sjeverna Norveška) Baski dobili isti tretman kao i na Spitsbergenu i Islandu, ovaj put od Dansko-Norveške krune. Ovdje su lovili na "nordkapera" ili sjevernoatlantskog pravog kita. Jedan od prvih viđenih bili su španjolsko-baskijski kitolovci navodno viđeni kod Kjelvika, Magerøya godine 1614. To je možda bio isti "biskajski" brod koji je bio prisiljen platiti naknadu od dvadesetak "volovskih glava" kitova ulja i 100 španjolskih "Reales" šerifu Vardøa. Sljedeće godine, 1615., brod iz Mutrikua otišao je u sjevernu Norvešku, kao i dva iz San Sebastian, te dva iz Francuske Baskije. Dansko-Norveška kruna, na vijesti o nedopuštenom kitolovu u svojim vodama, poslala je pomorsku ekspediciju u sjevernu Norvešku, zapljenila 600 volovskih glava ulja iz brodova San Sebastiana i zauzela jedan od francusko-baskijskih, oduzimajući 500 volovskih glava ulja,te poslavši drugi brod doma. Prisutnost baskijskih kitolovaca u tim vodama i dalje se bilježi tijekom 1620-tih. Možda su poslali ekspedicije u sjevernu Norvešku tek 1688. – 1690., kako spominju sekundarni izvori o kitolovcima iz San Sebastiána prisutnima na Vannfjordu, Magerøyi tijekom tih sezona.

### Prvi pelagijski kitolovi i kasniji arktički pothvat
Kako bi izbjegli plaćanje globa vladarima sjevernih zemalja (npr. u Spitsbergenu i Finnmarku), Baski su počeli preradu ridati u ulje na samim brodovima. Ova tehnika je uvedena 1635. Kitove se sada moglo uhvatiti i obraditi na moru. Daleko od obale sjeverne Norveške, francuski Baski su lovili kitove "A Flot", drugim riječima, na moru - na primjer, godine 1659. Friderich Martens, koji je služio kao kirurg na brodu njemačkog kitolovca 1671., tvrdio je da su "Francuzi (Baski) pokušavali vršiti preradu na svojim brodovima i na taj način je mnogo brodova izgorilo na Spitzbergenu, a to je bila prilika za spaljivanje dva broda u moje vrijeme"
U sjeveroistočnom Atlantiku španjolski Baski su koristili plovila manje tonaže od onih koji su sudjelovali u putovanjima po Terranova, što je rezultiralo nešto nižim ulovom po brodu, dijelom zbog manje ukupne duljine, a dijelom zbog prostora koje su zauzimale posude za pohranu. Francuski Baski su zaposlili 250-tonske fregate (100-350 tona.) s pojačanjima kako bi izdržale i kitolov na West Ice - područje između istočnog Grenlanda i Spitsbergena. Oni su također bili opremljeni sa šest do četrnaest topova, jer su Francuska i Nizozemska često bili u ratu u to doba. Mnogi od francuskih baskijskih brodova, umjesto povratka u Saint-Jean-de-Luz, Ciboure ili Bayonne (gdje bi se pretovaralo njihovo ulje i kost), otišao u Le Havre ili Honfleur u Normandiji, gdje je postojao veliki postotak tržišta kitolovog ulja i kosti. Loš ulov hvata tijekom 1680-tih i rata augsburškog saveza (1688. – 1697.) izazvao je dramatičan pad francusko-baskijskog kitolova. Do ranog 18. stoljeća samo jedan ili dva plovila su ostala u trgovini.
Nakon rata za španjolsko naslijeđe, ribarstvo francuskih Baska počelo je pokazivati znakove oporavka. Možda zbog prethodnog rata, malo iskusnih pomoraca je bilo dostupno za trgovinu, pa su morali zaposliti španjolske Baske za svoja putovanja. Spomenuto je da je dvadesetak brodova "iz luka u Biskajskom zaljevu" bilo u floti stranih kitolovaca poslanih u s tjesnac Davis i West Ice godine 1721. Prema 1730. dosegnuto je "novo razdoblje prosperiteta" s više od 30 kitolovaca godišnje. Nakon toga je uslijedio brzi pad. Posljednja baskijska (francuska ili španjolska) kitolovna ekspedicija je poslana prije izbijanja Sedmogodišnjeg rata (1756. – 1763.). Bilo je nekoliko pokušaja za oživljavanjem trgovine, ali su bez uspjeha.

## Napomene
1. ↑  drugi izvor na vodi da san sebastia nije primio povelju do 1180
2. ↑  (Zapad na istok): Hendaye, Saint-Jean-de-Luz, Guéthary, i Biarritz u francuskoj Baskiji; Bermeo, Lekeitio, Ondarroa, Mutriku, Deba, Zumaia, Getaria, Zarautz, Orio, San Sebastián, Pasaia, Hondarribia i Irun u španjolskoj Baskiji; San Vincente de la Barquera-Uriambre, Comillas, Suances, Santander, Santoña, Laredo i Castro Urdiales u Cantabriji; Figueras, Tapia, Puerto de Vega, Luarca, Cadavedo, Cudillero, Avilés, Luanco, Candás,  Gijón, Tazones, Llastres, Antrellusa, Ribadesella i Llanes u Asturiji; i Camariñas, Lage, Corme, Malpica, Cayón, Cedeira, San Cibrao, Burela, Foz-Neis i Ribadeo u Galiciji.
3. ↑  Van Beneden je možda pogriješio u datumu. Možda je mislio na 1392. Na taj bi način jednostavno ponovio Cleiracovu raniju tvrdnju.
4. ↑  Ova čast leži ili u rukama Juana de Bacoynea, Juana de Agerrea, Martina de Karrea, Marsenea de Horisade, Dominga de Sarrije ili Adama de Bellockea, šest kitolovaca regrutiranih iz Saint-Jean-de-Luza.